# سعود الشويعي
سعود الشويعي (1 نوفمبر 1973 -)، ممثل كويتي.

## عن حياته
بدأ التمثيل عام 1991 من خلال المشاركة في المسرح، وشارك بعدد كبير من الأعمال خلال بدايته في فترة التسعينات إلى أن تعرضه لحادث سير في عام 1998 بتعطيل مسيرته الفنية لفترة، وهو ابن خالة الفنانات مرام وهند ومي البلوشي، وابنة خال والدته هي الفنانة هيا الشعيبي.

## أعماله
- خالي وصل 2014م
- صوتك وصل 2013م
- الفلته 3 2014م
- قرمش 2013م
- مسك وعنبر 2008م
- بعد منتصف الخوف 2008م
- دار الهوا 2008م
- لعبة الأيام 2007م
- عزف الدموع 2007م
- أحلام لا تعرف الدموع 2006م
- الإمبراطورة 2006م
- نقطة تحول 2005م
- عديل الروح 2005م
- صادوه 2005م
- أحلام طواش 2004م
- عيال بو شعبان 2003م
- الخطر معهم 2 2002م
- سوق المقاصيص 2000م
- القرار الأخير 1997م
- فضائيات 1997م
- بو هباش 1996م
- عيال قرية 1994م
- طش و رش 1993م
- سليمان الطيب 1993م
- قاصد خير 1993م
- الخروج من الهاوية 1992م
- سيف العرب 1992م

## روابط خارجية
- سعود الشويعي على موقع قاعدة بيانات الأفلام العربية